# Arrondissement Sens
Sens is een arrondissement van het Franse departement Yonne in de regio Bourgogne-Franche-Comté. De onderprefectuur is Sens.

## Kantons
Het arrondissement is samengesteld uit de volgende kantons:
- Kanton Cerisiers
- Kanton Chéroy
- Kanton Pont-sur-Yonne
- Kanton Saint-Julien-du-Sault
- Kanton Sens-Nord-Est
- Kanton Sens-Ouest
- Kanton Sens-Sud-Est
- Kanton Sergines
- Kanton Villeneuve-l'Archevêque
- Kanton Villeneuve-sur-Yonne

Na de herindeling van de kantons bij decreet van 13 februari 2014 met uitwerking op 22 maart 2015 omvat het volgende kantons:
- Kanton Brienon-sur-Armançon (deel 29/34)
- Kanton Charny Orée de Puisaye (deel 3/17)
- Kanton Gâtinais en Bourgogne
- Kanton Pont-sur-Yonne
- Kanton Sens-1
- Kanton Sens-2
- Kanton Thorigny-sur-Oreuse
- Kanton Villeneuve-sur-Yonne